# Cité des Sciences et de l'Industrie

Cité des sciences et de l'industrie

A Cité des sciences et de l'industrie (CSI) (em português: Museu da Ciência e Indústria) é uma instituição francesa, museu de ciências, especializada na divulgação da cultura científica e técnica. Criada por iniciativa do presidente Valéry Giscard d'Estaing, tem como missão disseminar o conhecimento científico e técnico para um público amplo, principalmente crianças e adolescentes, bem como despertar o interesse dos cidadãos para os desafios da sociedade relacionados à ciência, pesquisa e indústria.